# La Liga de 2023–24
A LALIGA de 2023–24 (conhecida como LALIGA EA Sports por razões de patrocínio) foi a 93ª edição da LALIGA. A temporada começou em 11 de agosto de 2023 e terminou em 26 de maio de 2024.
O atual campeão e defensor do título foi o Barcelona.
O Real Madrid foi o campeão da edição, teve seu título confirmado na 34ª rodada após vencer o Cádiz por 3–0, o clube merengue dependia do resultado seu concorrente ao título Barcelona, na qual o seu rival perdeu por 4–2 contra o Girona fora de casa. Assim conquistando seu trigésimo sexto título do Campeonato Espanhol em sua história.
Na 33ª rodada, o Almería foi o primeiro clube a ser rebaixado, teve seu descenso decretado após ser derrotado pelo Getafe em casa por 3–1, voltando a Segunda Divisão Espanhola após duas temporadas na elite. Duas rodadas seguintes, o Granada foi o segundo clube a ser rebaixado, seu descenso foi confirmado mesmo sem jogar na rodada, após a vitória do Mallorca sobre o Las Palmas por 1–0, sendo matematicamente rebaixado, retornando a segunda divisão uma temporada após ser campeão da competição. Na penúltima rodada, o Cádiz foi a última equipe rebaixada, a equipe precisava de uma vitória com contra o Las Palmas para ter chances na última rodada de se livrar da zona de rebaixamento, mas acabou empatando por 0–0, sendo rebaixado após quarto temporadas na principal divisão.

## Regulamento
Os 20 clubes se enfrentam em jogos de ida e volta no sistema de pontos corridos. O clube que somar o maior número de pontos será declarado campeão. Além do campeão, o 2º, 3º e 4º colocados garantem vagas na Liga dos Campeões da UEFA. Já o 5º colocado tem vaga na Liga Europa da UEFA, enquanto o 6º colocado ganha vaga na Liga Conferência Europa da UEFA. Por outro lado, os três piores clubes são rebaixados à Segunda Divisão Espanhola.

### Critérios de desempate
Em caso de empate entre dois clubes, os critérios são:
1. Confronto direto
2. Saldo de gols
3. Gols marcados.

Se o empate envolver três ou mais clubes, os critérios de desempate são:
1. Confronto direto entre as equipes envolvidas
2. Saldo de gols apenas nos jogos entre as equipes envolvidas
3. Saldo de gols no campeonato
4. Gols marcados no campeonato
5. Clube com melhor fair play.[6]

## Participantes

### Promovidos e rebaixados
| Pos. | Rebaixados da La Liga de 2022–23 |
| ---- | -------------------------------- |
| 18°  | Valladolid                       |
| 19°  | Espanyol                         |
| 20°  | Elche                            |

| Pos. | Promovidos da La Liga 2 de 2022–23 |
| ---- | ---------------------------------- |
| 1º   | Granada                            |
| 2º   | Las Palmas                         |
| 3º   | Alavés (Play-offs)                 |

### Estádios e Localizações
| Clube           | Localização                | Estádio                             | Capacidade |
| --------------- | -------------------------- | ----------------------------------- | ---------- |
| Alavés          | Vitoria-Gasteiz            | Mendizorrotza                       | 19 840     |
| Almería         | Almería                    | Estádio de los Juegos Mediterráneos | 15 000     |
| Athletic Bilbao | Bilbao                     | San Mamés                           | 53 289     |
| Atlético Madrid | Madrid                     | Metropolitano                       | 68,456     |
| Barcelona       | Barcelona                  | Estadi Olímpic Lluís Companys       | 55 926     |
| Cádiz           | Cádiz                      | Nuevo Mirandilla                    | 20 724     |
| Celta de Vigo   | Vigo                       | Abanca-Balaídos                     | 29 000     |
| Getafe          | Getafe                     | Coliseum Alfonso Pérez              | 17 393     |
| Girona          | Girona                     | Montilivi                           | 11 810     |
| Granada         | Granada                    | Nuevo Los Cármenes                  | 19 336     |
| Las Palmas      | Las Palmas de Gran Canaria | Gran Canaria                        | 31 250     |
| Mallorca        | Palma                      | Son Moix                            | 23 142     |
| Osasuna         | Pamplona                   | Reyno de Navarra                    | 23 576     |
| Rayo Vallecano  | Madrid                     | Vallecas                            | 14 708     |
| Real Betis      | Sevilha                    | Benito Villamarín                   | 60 721     |
| Real Madrid     | Madrid                     | Santiago Bernabéu                   | 81 044     |
| Real Sociedad   | San Sebastián              | Estádio Anoeta                      | 39 500     |
| Sevilla         | Sevilha                    | Ramón Sánchez Pizjuán               | 43 883     |
| Valencia        | Valencia                   | Mestalla                            | 49 430     |
| Villarreal      | Villarreal                 | Estádio de La Cerámica              | 23 000     |

### Número de equipes por comunidade autônoma
| Pos. | Comunidades autônomas da Espanha | Número | Times                                                    |
| ---- | -------------------------------- | ------ | -------------------------------------------------------- |
| 1    | Andaluzia                        | 5      | Almería, Cádiz, Granada, Betis e Sevilla                 |
| 2    | Comunidade de Madrid             | 4      | Atlético de Madrid, Getafe, Rayo Vallecano e Real Madrid |
| 3    | País Basco                       | 3      | Alavés, Athletic Bilbao e Real Sociedad                  |
| 4    | Catalunha                        | 2      | Barcelona e Girona                                       |
| 4    | Comunidade Valenciana            | 2      | Valencia e Villarreal                                    |
| 6    | Ilhas Baleares                   | 1      | Mallorca                                                 |
| 6    | Ilhas Canárias                   | 1      | Las Palmas                                               |
| 6    | Galiza                           | 1      | Celta de Vigo                                            |
| 6    | Navarra                          | 1      | Osasuna                                                  |

## Classificação
| Pos | Equipe             | Pts | J  | V  | E  | D  | GP | GC | SG  | Classificação ou descenso                                   |
| --- | ------------------ | --- | -- | -- | -- | -- | -- | -- | --- | ----------------------------------------------------------- |
| 1   | Real Madrid (C)    | 95  | 38 | 29 | 8  | 1  | 87 | 26 | +61 | Fase de liga da Liga dos Campeões da UEFA de 2024–25        |
| 2   | Barcelona          | 85  | 38 | 26 | 7  | 5  | 79 | 44 | +35 | Fase de liga da Liga dos Campeões da UEFA de 2024–25        |
| 3   | Girona             | 81  | 38 | 25 | 6  | 7  | 85 | 46 | +39 | Fase de liga da Liga dos Campeões da UEFA de 2024–25        |
| 4   | Atlético de Madrid | 76  | 38 | 24 | 4  | 10 | 70 | 43 | +27 | Fase de liga da Liga dos Campeões da UEFA de 2024–25        |
| 5   | Athletic Bilbao    | 68  | 38 | 19 | 11 | 8  | 61 | 37 | +24 | Fase de liga da Liga Europa da UEFA de 2024–25              |
| 6   | Real Sociedad      | 60  | 38 | 16 | 12 | 10 | 51 | 39 | +12 | Fase de liga da Liga Europa da UEFA de 2024–25              |
| 7   | Betis              | 57  | 38 | 14 | 15 | 9  | 48 | 45 | +3  | Play-off da Liga Conferência da UEFA de 2024–25             |
| 8   | Villarreal         | 53  | 38 | 14 | 11 | 13 | 65 | 65 | 0   |                                                             |
| 9   | Valencia           | 49  | 38 | 13 | 10 | 15 | 40 | 45 | −5  |                                                             |
| 10  | Alavés             | 46  | 38 | 12 | 10 | 16 | 36 | 46 | −10 |                                                             |
| 11  | Osasuna            | 45  | 38 | 12 | 9  | 17 | 45 | 56 | −11 |                                                             |
| 12  | Getafe             | 43  | 38 | 10 | 13 | 15 | 42 | 54 | −12 |                                                             |
| 13  | Celta de Vigo      | 41  | 38 | 10 | 11 | 17 | 46 | 57 | −11 |                                                             |
| 14  | Sevilla            | 41  | 38 | 10 | 11 | 17 | 48 | 54 | −6  |                                                             |
| 15  | Mallorca           | 40  | 38 | 8  | 16 | 14 | 33 | 44 | −11 |                                                             |
| 16  | Las Palmas         | 40  | 38 | 10 | 10 | 18 | 33 | 47 | −14 |                                                             |
| 17  | Rayo Vallecano     | 38  | 38 | 8  | 14 | 16 | 29 | 48 | −19 |                                                             |
| 18  | Cádiz              | 33  | 38 | 6  | 15 | 17 | 26 | 55 | −29 | Zona de rebaixamento à Segunda Divisão Espanhola de 2024–25 |
| 19  | Almería            | 21  | 38 | 3  | 12 | 23 | 43 | 75 | −32 | Zona de rebaixamento à Segunda Divisão Espanhola de 2024–25 |
| 20  | Granada            | 21  | 38 | 4  | 9  | 25 | 38 | 79 | −41 | Zona de rebaixamento à Segunda Divisão Espanhola de 2024–25 |

1. 1 2  O Athletic Bilbao se classificou para a fase de liga da Liga Europa graças ao título da Copa del Rey de 2023–24.
2. 1 2  Celta de Vigo terminou à frente do Sevilla no confronto direto: Celta Vigo 1–1 Sevilla, Sevilla 1–2 Celta Vigo
3. 1 2  Mallorca terminou à frente de Las Palmas no confronto direto: Las Palmas 1–1 Mallorca, Mallorca 1–0 Las Palmas

## Confrontos
| Mandante \ Visitante | ALA | ALM | ATH | ATM | BAR | BET | CAD | CEL | GET | GIR | GRA | LPA | MLL | OSA | RAY | RMA | RSO | SEV | VAL | VIL |
| -------------------- | --- | --- | --- | --- | --- | --- | --- | --- | --- | --- | --- | --- | --- | --- | --- | --- | --- | --- | --- | --- |
| Alavés               | —   | 1–0 | 0–2 | 2–0 | 1–3 | 1–1 | 1–0 | 3–0 | 1–0 | 2–2 | 3–1 | 0–1 | 1–1 | 0–2 | 1–0 | 0–1 | 0–1 | 4–3 | 1–0 | 1–1 |
| Almería              | 0–3 | —   | 0–0 | 2–2 | 0–2 | 0–0 | 6–1 | 2–3 | 1–3 | 0–0 | 2–2 | 1–2 | 0–0 | 0–3 | 0–2 | 1–3 | 1–3 | 2–2 | 2–2 | 1–2 |
| Athletic Bilbao      | 2–0 | 3–0 | —   | 2–0 | 0–0 | 4–2 | 3–0 | 4–3 | 2–2 | 3–2 | 1–1 | 1–0 | 4–0 | 2–2 | 4–0 | 0–2 | 2–1 | 2–0 | 2–2 | 1–1 |
| Atlético de Madrid   | 2–1 | 2–1 | 3–1 | —   | 0–3 | 2–1 | 3–2 | 1–0 | 3–3 | 3–1 | 3–1 | 5–0 | 1–0 | 1–4 | 2–1 | 3–1 | 2–1 | 1–0 | 2–0 | 3–1 |
| Barcelona            | 2–1 | 3–2 | 1–0 | 1–0 | —   | 5–0 | 2–0 | 3–2 | 4–0 | 2–4 | 3–3 | 1–0 | 1–0 | 1–0 | 3–0 | 1–2 | 2–0 | 1–0 | 4–2 | 3–5 |
| Betis                | 0–0 | 3–2 | 3–1 | 0–0 | 2–3 | —   | 1–1 | 2–1 | 1–1 | 1–1 | 1–0 | 1–0 | 2–0 | 2–1 | 1–0 | 1–1 | 0–2 | 1–1 | 3–0 | 2–3 |
| Cádiz                | 1–0 | 1–1 | 0–0 | 2–0 | 0–1 | 0–2 | —   | 2–2 | 1–0 | 0–1 | 1–0 | 0–0 | 1–1 | 1–1 | 0–0 | 0–3 | 0–0 | 2–2 | 1–4 | 3–1 |
| Celta de Vigo        | 1–1 | 1–0 | 2–1 | 0–3 | 1–2 | 2–1 | 1–1 | —   | 2–2 | 0–1 | 1–0 | 3–1 | 0–1 | 0–2 | 2–1 | 0–1 | 0–1 | 1–1 | 2–2 | 3–2 |
| Getafe               | 1–0 | 2–1 | 0–2 | 0–3 | 0–0 | 1–1 | 1–0 | 3–2 | —   | 1–0 | 2–0 | 3–3 | 1–2 | 3–2 | 0–2 | 0–2 | 1–1 | 0–1 | 1–0 | 0–0 |
| Girona               | 3–0 | 5–2 | 1–1 | 4–3 | 4–2 | 3–2 | 4–1 | 1–0 | 3–0 | —   | 7–0 | 1–0 | 5–3 | 2–0 | 3–0 | 0–3 | 0–0 | 5–1 | 2–1 | 0–1 |
| Granada              | 2–0 | 1–1 | 1–1 | 0–1 | 2–2 | 1–1 | 2–0 | 1–2 | 1–1 | 2–4 | —   | 1–1 | 3–2 | 3–0 | 0–2 | 0–4 | 2–3 | 0–3 | 0–1 | 2–3 |
| Las Palmas           | 1–1 | 0–1 | 0–2 | 2–1 | 1–2 | 2–2 | 1–1 | 2–1 | 2–0 | 0–2 | 1–0 | —   | 1–1 | 1–1 | 0–1 | 1–2 | 0–0 | 0–2 | 2–0 | 3–0 |
| Mallorca             | 0–0 | 2–2 | 0–0 | 0–1 | 2–2 | 0–1 | 1–1 | 1–1 | 0–0 | 1–0 | 1–0 | 1–0 | —   | 3–2 | 2–1 | 0–1 | 1–2 | 1–0 | 1–1 | 0–1 |
| Osasuna              | 1–0 | 1–0 | 0–2 | 0–2 | 1–2 | 0–2 | 2–0 | 0–3 | 3–2 | 2–4 | 2–0 | 1–1 | 1–1 | —   | 1–0 | 2–4 | 1–1 | 0–0 | 0–1 | 1–1 |
| Rayo Vallecano       | 2–0 | 0–1 | 0–1 | 0–7 | 1–1 | 2–0 | 1–1 | 0–0 | 0–0 | 1–2 | 2–1 | 0–2 | 2–2 | 2–1 | —   | 1–1 | 2–2 | 1–2 | 0–1 | 1–1 |
| Real Madrid          | 5–0 | 3–2 | 2–0 | 1–1 | 3–2 | 0–0 | 3–0 | 4–0 | 2–1 | 4–0 | 2–0 | 2–0 | 1–0 | 4–0 | 0–0 | —   | 2–1 | 1–0 | 5–1 | 4–1 |
| Real Sociedad        | 1–1 | 2–2 | 3–0 | 0–2 | 0–1 | 0–0 | 2–0 | 1–1 | 4–3 | 1–1 | 5–3 | 2–0 | 1–0 | 0–1 | 0–0 | 0–1 | —   | 2–1 | 1–0 | 1–3 |
| Sevilla              | 2–3 | 5–1 | 0–2 | 1–0 | 1–2 | 1–1 | 0–1 | 1–2 | 0–3 | 1–2 | 3–0 | 1–0 | 2–1 | 1–1 | 2–2 | 1–1 | 3–2 | —   | 1–2 | 1–1 |
| Valencia             | 0–1 | 2–1 | 1–0 | 3–0 | 1–1 | 1–2 | 2–0 | 0–0 | 1–0 | 1–3 | 1–0 | 1–0 | 0–0 | 1–2 | 0–0 | 2–2 | 0–1 | 0–0 | —   | 3–1 |
| Villarreal           | 1–1 | 2–1 | 2–3 | 1–2 | 3–4 | 1–2 | 0–0 | 3–2 | 1–1 | 1–2 | 5–1 | 1–2 | 1–1 | 3–1 | 3–0 | 4–4 | 0–3 | 3–2 | 1–0 | —   |

## Estatísticas
Atualizado em 26 de maio de 2024.

### Artilheiros
| Pos. | Jogador            | Equipe             | Gols |
| ---- | ------------------ | ------------------ | ---- |
| 1    | Artem Dovbyk       | Girona             | 24   |
| 2    | Alexander Sørloth  | Real Sociedad      | 23   |
| 3    | Jude Bellingham    | Real Madrid        | 19   |
| 3    | Robert Lewandowski | Barcelona          | 19   |
| 5    | Ante Budimir       | Osasuna            | 17   |
| 6    | Antoine Griezmann  | Atlético de Madrid | 16   |
| 6    | Youssef En-Nesyri  | Sevilla            | 16   |
| 8    | Álvaro Morata      | Atlético de Madrid | 15   |
| 8    | Borja Mayoral      | Getafe             | 15   |
| 8    | Vinícius Júnior    | Real Madrid        | 15   |

### Assistentes
| Pos. | Jogador            | Equipe          | Assists. |
| ---- | ------------------ | --------------- | -------- |
| 1    | Alejandro Baena    | Villarreal      | 14       |
| 2    | Nico Williams      | Athletic Bilbao | 11       |
| 3    | Iago Aspas         | Celta de Vigo   | 10       |
| 3    | Sávio              | Girona          | 10       |
| 5    | İlkay Gündoğan     | Barcelona       | 9        |
| 5    | Raphinha           | Barcelona       | 9        |
| 7    | Artem Dovbyk       | Girona          | 8        |
| 7    | Robert Lewandowski | Barcelona       | 8        |
| 7    | Toni Kroos         | Real Madrid     | 8        |
| 7    | Yan Couto          | Girona          | 8        |

### Clean sheets
| Pos. | Jogador               | Equipe             | Clean sheets |
| ---- | --------------------- | ------------------ | ------------ |
| 1    | Unai Simón            | Athletic Bilbao    | 16           |
| 2    | Álex Remiro           | Real Sociedad      | 15           |
| 2    | Marc-André ter Stegen | Barcelona          | 15           |
| 4    | Giorgi Mamardashvili  | Valencia           | 13           |
| 4    | Jan Oblak             | Atlético de Madrid | 13           |
| 4    | Stole Dimitrievski    | Rayo Vallecano     | 13           |
| 7    | Paulo Gazzaniga       | Girona             | 12           |
| 8    | Andriy Lunin          | Real Madrid        | 10           |
| 8    | Antonio Sivera        | Alavés             | 10           |
| 8    | David Soria           | Getafe             | 10           |

### Hat-tricks
| Jogador            | Para               | Contra        | Resultado | Data                   | Ref. |
| ------------------ | ------------------ | ------------- | --------- | ---------------------- | ---- |
| Luis Suárez        | Almería            | Granada       | 3–3 (C)   | 1 de outubro de 2023   |      |
| Antoine Griezmann  | Atlético de Madrid | Celta de Vigo | 3–0 (F)   | 21 de outubro de 2023  |      |
| José Luis Morales  | Villarreal         | Osasuna       | 3–1 (C)   | 26 de novembro de 2023 |      |
| Álvaro Morata      | Atlético de Madrid | Girona        | 3–4 (F)   | 3 de janeiro de 2024   |      |
| Artem Dovbyk       | Girona             | Sevilla       | 5–1 (C)   | 21 de janeiro de 2024  |      |
| Ferran Torres      | Barcelona          | Betis         | 4–2 (F)   | 21 de janeiro de 2024  |      |
| Alexander Sørloth  | Villarreal         | Granada       | 5–1 (C)   | 3 de março de 2024     |      |
| Robert Lewandowski | Barcelona          | Valencia      | 4–2 (C)   | 29 de abril de 2024    |      |
| Antoine Griezmann  | Atlético de Madrid | Getafe        | 3–0 (F)   | 15 de maio de 2024     |      |
| Artem Dovbyk       | Girona             | Granada       | 7–0 (C)   | 24 de maio de 2024     |      |

### Poker-trick
| Jogador           | Para       | Contra      | Resultado | Data               | Ref. |
| ----------------- | ---------- | ----------- | --------- | ------------------ | ---- |
| Alexander Sørloth | Villarreal | Real Madrid | 4–4 (C)   | 19 de maio de 2024 |      |

## Prêmios

### Prêmios mensais
| Mês       | Treinador do Mês | Treinador do Mês   | Jogador do Mês     | Jogador do Mês     | Gol do Mês      | Gol do Mês         | Referências          |
| Mês       | Treinador        | Clube              | Jogador            | Clube              | Jogador         | Clube              | Referências          |
| --------- | ---------------- | ------------------ | ------------------ | ------------------ | --------------- | ------------------ | -------------------- |
| Agosto    | Carlo Ancelotti  | Real Madrid        | Jude Bellingham    | Real Madrid        | Memphis Depay   | Atlético de Madrid | [ 10 ] [ 11 ] [ 12 ] |
| Setembro  | Míchel           | Girona             | Takefusa Kubo      | Real Sociedad      | João Cancelo    | Barcelona          | [ 13 ] [ 14 ] [ 15 ] |
| Outubro   | Diego Simeone    | Atlético de Madrid | Jude Bellingham    | Real Madrid        | Saúl Coco       | Las Palmas         | [ 16 ] [ 17 ] [ 18 ] |
| Novembro  | Míchel           | Girona             | Antoine Griezmann  | Atlético de Madrid | Ivan Rakitić    | Sevilla            | [ 19 ] [ 20 ] [ 21 ] |
| Dezembro  | Ernesto Valverde | Athletic Bilbao    | Artem Dovbyk       | Girona             | Aitor Ruibal    | Betis              | [ 22 ] [ 23 ] [ 24 ] |
| Janeiro   | Míchel           | Girona             | Kirian Rodríguez   | Las Palmas         | Jesús Areso     | Osasuna            | [ 25 ] [ 26 ] [ 27 ] |
| Fevereiro | Ernesto Valverde | Athletic Bilbao    | Robert Lewandowski | Barcelona          | Vinícius Júnior | Real Madrid        | [ 28 ] [ 29 ] [ 30 ] |
| Março     | Marcelino García | Villarreal         | Vinícius Júnior    | Real Madrid        | Lamine Yamal    | Barcelona          | [ 31 ] [ 32 ] [ 33 ] |
| Abril     | Carlo Ancelotti  | Real Madrid        | Isco               | Betis              | João Félix      | Barcelona          | [ 34 ] [ 35 ] [ 36 ] |

### Prêmios Anuais
| Jogador da Temporada | Jogador da Temporada | Jogador da Temporada |
| Pos.                 | Jogador              | Equipe               |
| -------------------- | -------------------- | -------------------- |
| MC                   | Jude Bellingham      | Real Madrid          |

| EA SPORTS Time da Temporada | EA SPORTS Time da Temporada | EA SPORTS Time da Temporada |
| Pos.                        | Jogador                     | Equipe                      |
| --------------------------- | --------------------------- | --------------------------- |
| G                           | Unai Simón                  | Athletic Bilbao             |
| DF                          | Antonio Rüdiger             | Real Madrid                 |
| DF                          | Ronald Araújo               | Barcelona                   |
| DF                          | Dani Carvajal               | Real Madrid                 |
| DF                          | Miguel Gutiérrez            | Girona                      |
| MC                          | Jude Bellingham             | Real Madrid                 |
| MC                          | Federico Valverde           | Real Madrid                 |
| MC                          | Isco                        | Betis                       |
| MC                          | İlkay Gündoğan              | Barcelona                   |
| MC                          | Aleix García                | Girona                      |
| ATA                         | Vinícius Júnior             | Real Madrid                 |
| ATA                         | Antoine Griezmann           | Atlético de Madrid          |
| ATA                         | Robert Lewandowski          | Barcelona                   |
| ATA                         | Sávio                       | Girona                      |
| ATA                         | Artem Dovbyk                | Girona                      |